# Étienne-Guillaume Lafosse
Pour les articles homonymes, voir Lafosse (homonymie).
Étienne-Guillaume Lafosse, né vers 1699 sans doute à Paris et mort le 24 janvier 1765 à Paris, est un vétérinaire français.

## Biographie
Maréchal des écuries du roi, on lui doit un Traité sur le véritable siège de la morve des chevaux (1749) et des Observations faites sur les chevaux (1754). 